# Saisons de l'Éthiopie
 (mai 2023).

Classification climatique de Köppen du climat de l'Éthiopie

Les saisons éthiopiennes se composaient de quatre phases : ፀዳይ (Tsedey) (septembre-novembre), Bega (décembre-février) et Belg (mars-mai) et kiremt (été) (juin-août). La saison la plus sèche et la plus froide est Bega, où Kiremt est une saison extrêmement pluvieuse où 85% à 95% des cultures vivrières sont produites.

## Les types
L'Ethiopie a trois saisons distinctes qui sont localement connues sous le nom de bega (octobre à janvier), belg (février à mai) et kiremt (juin à septembre). Le régime des précipitations est également nommé en fonction de leur répartition des précipitations qui n'englobe pas les basses terres du sud et du sud du pays, qui ont des précipitations à période bimodale avec des périodes de précipitations de mars à mai et de septembre à novembre. En tant que tel, il y a deux saisons de culture dans les hautes terres de Bale : les saisons Ganna (mars à juin) et Bona (juillet à décembre) .

### Bega (Hiver)
Bega est la saison sèche qui s'étend de décembre à janvier,. La saison Bega est principalement associée à des journées chaudes et des nuits fraîches. Il y a du gel tous les matins accompagné de gel sur la plupart des régions des hautes terres éthiopiennes.

### Belg (printemps)
Belg est une saison des pluies de courte période dans la plupart des régions de l'Éthiopie, à l'exception des basses terres du sud et du sud. Couvrant de mars à mai, les précipitations de cette saison sont très variables dans le temps et dans l'espace et des valeurs maximales de température élevées sont courantes.
Au cours de cette saison, des pluies adéquates en mars ont peut-être aidé les agriculteurs à planter des cultures à cycle court, telles que l'orge, le blé et le teff. Dans la plupart des régions de la région somalienne, des précipitations irrégulières et faibles ont été enregistrées en mars, en particulier dans le sud de la région où les pâturages et la disponibilité de l'eau sont déjà rares. Selon une étude basée sur la Commission européenne et le Programme alimentaire mondial, 490 000 tonnes de céréales (maïs, sorgho et blé) pourraient être achetées sur le marché intérieur pour une opération d'aide alimentaire en Éthiopie en 2002.

### Kiremt (été)
Kiremt est la saison des pluies où 85% à 95% des cultures vivrières sont produites,. Couvrant de juin à août, la saison est marquée par des pluies fréquentes et des températures homogènes principalement de juin à août. L'ampleur des précipitations de cette saison est plus élevée que les autres saisons dans la plupart des régions du pays.